# Rodolf I de Borgonya

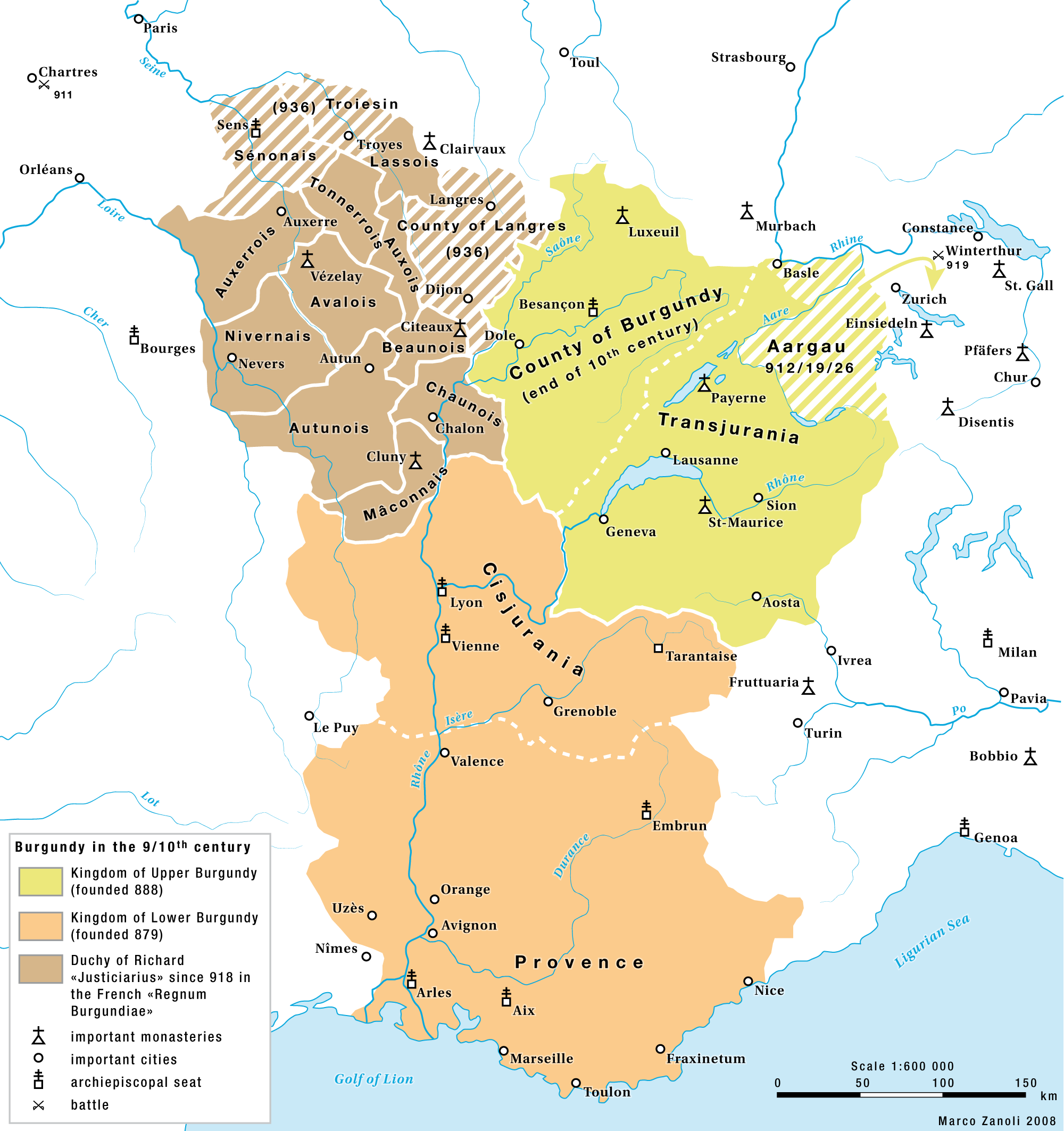
Borgonya Transjurana (en verd)

Rodolf I de Borgonya (nascut vers 859, mort el 25 d'octubre de 911) fou duc de Borgonya Transjurana (Alta Borgonya) del 876 al 888, i després rei, des de la seva elecció el 888 fins a la mort el 911.
Rodolf pertanyia a l'Antiga Casa de Welf i era fill de Conrad II de Borgonya, comte d'Auxerre del que va heretar el ducat de Borgonya Transjurana i el territori de l'abadia de Saint-Maurice d'Agaune, esdevenint el personatge més influent de l'alta Borgonya al dominar Valais, Franc Comtat Suïssa occidental) i el comtat de Savoia.
Després que Carles el Gras fou deposat i mort, els nobles i els principals membres del clergat de l'alta Borgonya es van reunir a Saint-Maurice (Valais) i van elegir a Rodolf com a rei. A la primavera del 888 fou consagrat a Toul, pel seu bisbe Arnald, com a rei de Borgonya i de  Lotaríngia. Aprofitant la suposada legitimitat de l'elecció va afermar els seus drets sobre tota la Lotaríngia, apoderant-se de bona part de les modernes Alsàcia i Lorena. Aquesta reclamació fou contestada per Arnulf de Caríntia, rei de Germània, que va forçar ràpidament a Rodolf a abandonar aquestos territoris i tota reclamació sobre Lotaríngia a canvi de ser reconegut com a rei de Borgonya. Tot i el principi d'acord les hostilitats entre Rodolf i Arnulf van continuar intermitentment fins al 894.
Rodolf va tenir millors relacions amb altres veïns. Sa germana Adelaida es va casar amb Ricard el Justicier, duc de Borgonya. Va morir el 911 i el va succeir el seu fill Rodolf II.
Es va casar abans de 885 amb Wil·la de Provença, filla de Bosó de Provença. Els seus fills foren:
- Rodolf II (mort el 937), que el va succeir.
- Lluís (mort després de 937), comte de Thurgau
- Wil·la de Borgonya (mort pels volts del 936), que es va casar amb Bosó d'Arle (885 - 936), comte de Vaison, fill de Teobald d'Arle i de Berta (filla de Lotari II).
- Gualdrada (Waldrada) que es va casar amb Bonifaci[2] († després de 953), fill del comte Hucbald de Bolonya, duc de Spoleto